# اریک بائوزا
اریک بائوزا (انگلیسی: Eric Bauza؛ زادهٔ ۷ دسامبر ۱۹۷۹) صداپیشه، کمدین و پویانما اهل کانادا است. وی از سال ۱۹۹۷ میلادی تاکنون مشغول فعالیت بوده است.
از فیلم‌ها یا برنامه‌های تلویزیونی که وی در آن نقش داشته است، می‌توان به آواتار: آخرین بادافزار، والدین نسبتاً عجیب و غریب، فینیس و فرب، نمایش لونی تونز، وقت ماجراجویی، آبشار جاذبه، دینامیت سیاه، ریک و مورتی، تایتان‌های نوجوان به پیش!، توربو فست، عمو پدربزرگ، نمایش تام و جری، اجتماع، لاک‌پشت‌های نینجا، ماجراهای گربه چکمه‌پوش، لونی تونز جدید، استار علیه نیروهای شیطان، باب‌اسفنجی شلوارمکعبی، پاندای کونگ‌فوکار: افسانه‌های شگفت‌انگیز، داک‌تالس، جنگ ستارگان مقاومت، سوپرنچرال، خانه لاود، ماجراهای حماسی کاپیتان زیر شلواری، نگهبانان شیردل، دایناسورهای یابا-دابا، آلوین و سمورچه‌ها: اسکوئیکل، یک گربه در پاریس، بتمن: حمله به آرکهام، یک تابستان نسبتاً عجیب و غریب، کتاب زندگی، وقتی مارنی آنجا بود، فیلم باب‌اسفنجی: اسفنج بیرون از آب، تام و جری: در جستجوی جاسوس، لیگ عدالت: خدایان و هیولاها، اسمورف‌ها: دهکده گمشده، فیلم شکلک، دارکوب زبله، تایتان‌های نوجوان به سینما می‌آیند!، بتمن در برابر لاک‌پشت‌های نینجا، فیلم موزهای قاچ شده، بتمن: روح اژدها، هرج‌ومرج فضایی: میراثی جدید و من آن صدا را می‌شناسم اشاره کرد.